# Ali Darzi
Ali Darzi, né en 1959, est un linguiste iranien et professeur de linguistique à l'Université de Téhéran,.
Il s'intéresse à la syntaxe et surtout la syntaxe persan. Darzi a obtenu sa maîtrise à l'Université de Téhéran et son doctorat à l'Université de l'Illinois à Urbana-Champaign.

## Publications
- Argumentation syntaxique, Téhéran : SAMT, 2006
- Darzi, Ali et Vahid Sadeghi, The Syntactic and Phonetic Correlates of Topicalization and Raising Construction in Persian, Téhéran : University of Tehran Press, 2012